# Orde van de Draak van Annam

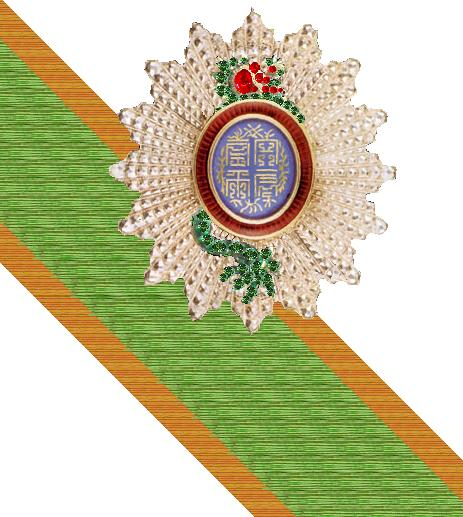
Ster en (Frans) lint van de Orde van de Draak van Annam.

De Orde van de Draak van Annam (Frans: "Ordre du Dragon de l’Annam" of "Ordre du Dragon Vert") was een Franse koloniale ridderorde die vanaf 1886 werd uitgereikt in de Franse koloniën in het tegenwoordige Vietnam (Annam, Tonkin en Cochin). Na de onafhankelijkheid en de opsplitsing van Vietnam werd zij uitgereikt in Zuid-Vietnam van 1950 tot 1955 als een “Orde van een met Frankrijk geassocieerde staat" (Frans: "Ordre d’un État Associée de l'Union Française").

## Geschiedenis
De stichter van de orde was Dong Khanh Nguyen, Keizer van Vietnam, die de orde op 14 maart 1886 oprichtte om zijn verbond met Frankrijk te vieren. Na 1896 werd de orde door de keizer in Hué én door de Franse regering, in Vietnam vertegenwoordigd door een gouverneur in Hanoi, verleend. Tussen 1950 en 1955 verleende de laatste keizer van Vietnam, Bảo Đại deze onderscheiding en ook na de stichting van de Republiek Vietnam in 1955 werden nog enige benoemingen in deze orde gedaan. De Franse president was rechtens grootkruis in de Orde van de Draak van Annam. De orde diende ter onderscheiding van burgers en militairen, onderdanen van de keizer of vreemdeling, die zich verdienstelijk hadden gemaakt.
In 1896 werd de orde opgenomen in de rij van Franse koloniale ridderorden. Voor Franse benoemingen gold dat men ten minste 29 jaar oud en eerst ridder moest zijn om na een bepaalde periode te kunnen worden bevorderd tot een hogere rang. Alleen Officieren van het Legioen van Eer konden commandeur worden en alleen commandeurs van het Legioen van Eer werden commandeur met ster of grootofficier.
Afgezien van decoraties wegens dapperheid of verdienste tijdens veldtochten golden ook eisen die aan het aantal in de tropen of overzee doorgebrachte jaren werden gesteld. In dit geval moest men drie jaar in Indo-China, bij voorkeur in Vietnam, te hebben doorgebracht.
In 1933 werd vastgesteld dat de orde ook werd verleend voor het organiseren van aan Vietnam gewijde tentoonstellingen en belangrijke aan de Franse koloniën gewijde manifestaties. De Keizer was bij het verlenen van zijn ridderorde niet aan deze regels gebonden. De koloniale en overzeese orden werden direct na de Franse orden en vóór de ministeriële orden gedragen. Opmerkelijk is dat men na zijn benoeming niet alleen voor de registratie en het diploma moest betalen maar ook de kleinoden zèlf moest aanschaffen.
De orde werd ook wel aan bestuurders van Nederlands-Indië uitgereikt, onder andere aan Henri Borel,  Gouverneur Johannes Bijleveld van Djokjakarta en aan de zelfbesturende vorsten van de Vorstenlanden op Java.

## De orde na de dekolonisatie
In 1948 staakte Frankrijk het verlenen van deze orde. Formeel bleef het een Franse koloniale orde maar zij werd alleen door de (ex)keizer van Vietnam, Bảo Đại was op 25 augustus 1945 afgetreden als keizer maar bleef aan als staatshoofd, verleend. Op 1 september 1950 werd het (koloniale) Franse ordestelsel hervormd. De Orde van de Ster van Anjouan en de Orde van de Zwarte Ster werden Franse overzeese orden. De andere drie orden waaronder de Orde van de Draak van Annam werden "orden van met Frankrijk geassocieerde staten" (Frans: "Ordre des États Associés de l'Union Française") en een historische Orden van Frankrijk. In 1955 werd Vietnam onafhankelijk.
De Orde van de Draak werd vervangen door de Nationale Orde van Vietnam.

## De Orde van de Draak van Annam tegenwoordig
De keizer die na een korte periode als staatshoofd van de republiek Vietnam optrad bleef, zij het terughoudend, "zijn" Orde van de Draak verlenen en ging daarmee in ballingschap verder. Op dit moment beschouwt Bao Long, kroonprins van Vietnam zich als de souverein van de orde. Prins Bao Vang is kanselier en prins Qui Luc is grootmeester van de orde die wordt verleend om bijzondere verdiensten voor welzijn, onderwijs en cultuur van Vietnam en de Vietnamezen in Vietnam en daarbuiten te belonen. De "Grote Raad", het bestuur van de orde, heeft vooral aandacht voor de zorg voor ouden van dagen, kinderen en gehandicapten. De orde poogt buiten alle politieke strijd te blijven.

## Waardigheden ("dignités") van de Orde
- Grootkruis

De grootkruisen dragen het kleinood van de orde aan een grootlint op de linkerheup en de ster van de orde op de linkerborst
- Commandeur met ster

Deze grootofficieren, dragen een kleinood aan een lint om de hals en de ster van de orde.

## Graden van de Orde
- Commandeur

De commandeur draagt een groot uitgevoerd kleinood van de Orde aan een lint om de hals.
- Officier

De officier draagt een kleinood aan een lint met een rozet op de linkerborst.
- Ridder

De ridder draagt een kleinood aan een lint op de linkerborst. Bij de ridder is in het kleinood geen goud verwerkt

## Versierselen van de orde
Het kleinood geleek sterk op dat van de Koninklijke Orde van Cambodja maar in plaats van het wapen zijn op een blauwe achtergrond in gouden Chinese karakters de naam “DONG-KHANH HOANG-DE” aangebracht. De versierselen van de ridders zijn van zilver, bij de hogere rangen zijn ze verguld. De ster heeft 16 punten en is ovaal. Een gouden draak met groene schubben schulpt zich om het medaillon. De versierselen zijn voor burgers en militairen gelijk.
Tussen 1886 en 1896 was het lint voor militairen wit met een brede oranje bies en voor burgers lichtgroen met een brede oranje bies.
Na 1896 was het lint van de door de keizer verleende onderscheidingen rood met twee gele biezen en dat van de door de Franse regering verleende versierselen is zachtgroen met oranje biezen.